# Sokolniki (Wrocław)

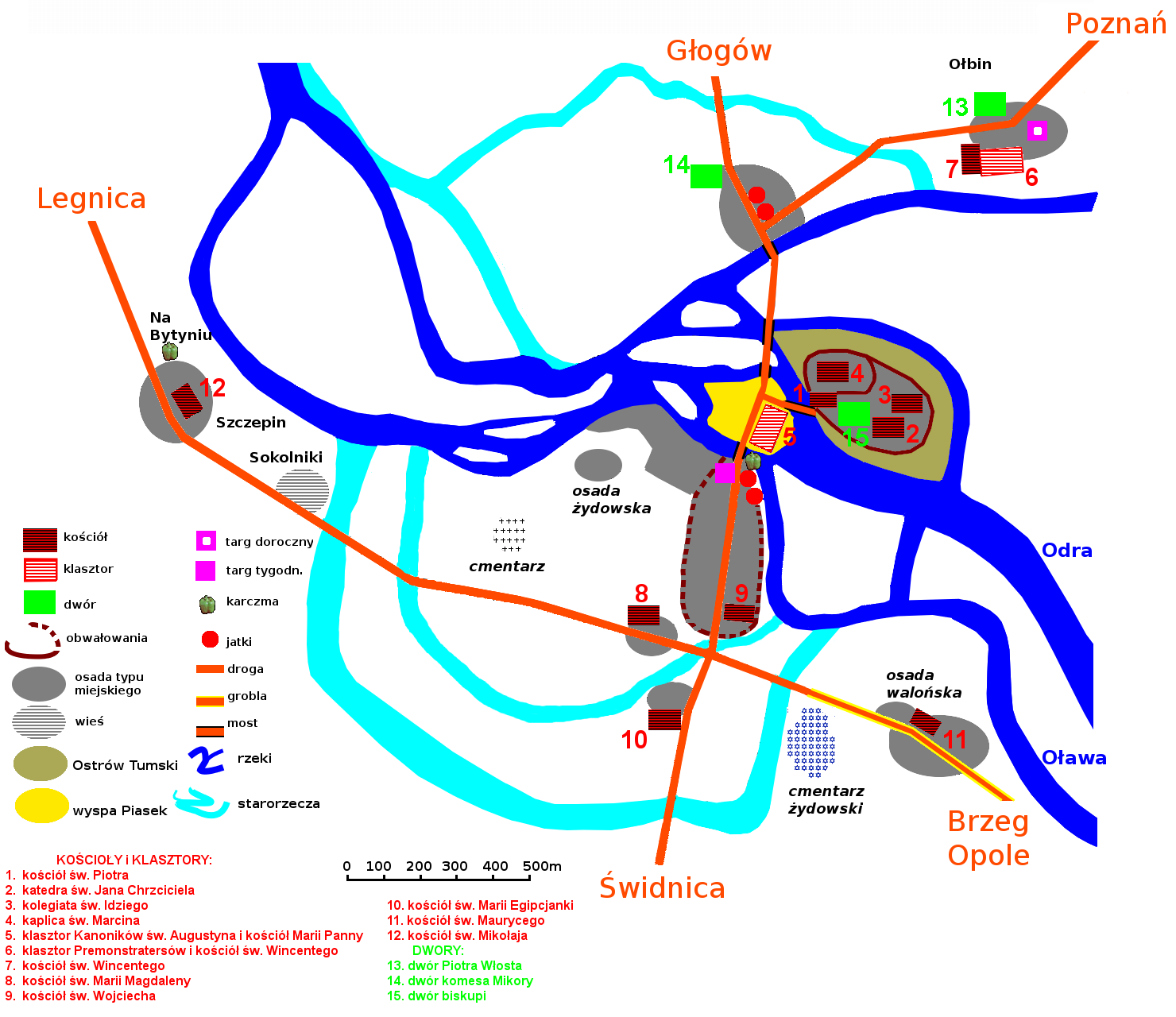
Dwunastowieczny Wrocław i okoliczne osady

Sokolniki – średniowieczna wieś nieopodal Wrocławia, na zachód od miasta, przy drodze do Legnicy, pomiędzy lokacyjnym miastem a osadą Szczepin. Osada służebna, której mieszkańcy zajmowali się sokolnictwem na potrzeby książęcego grodu.

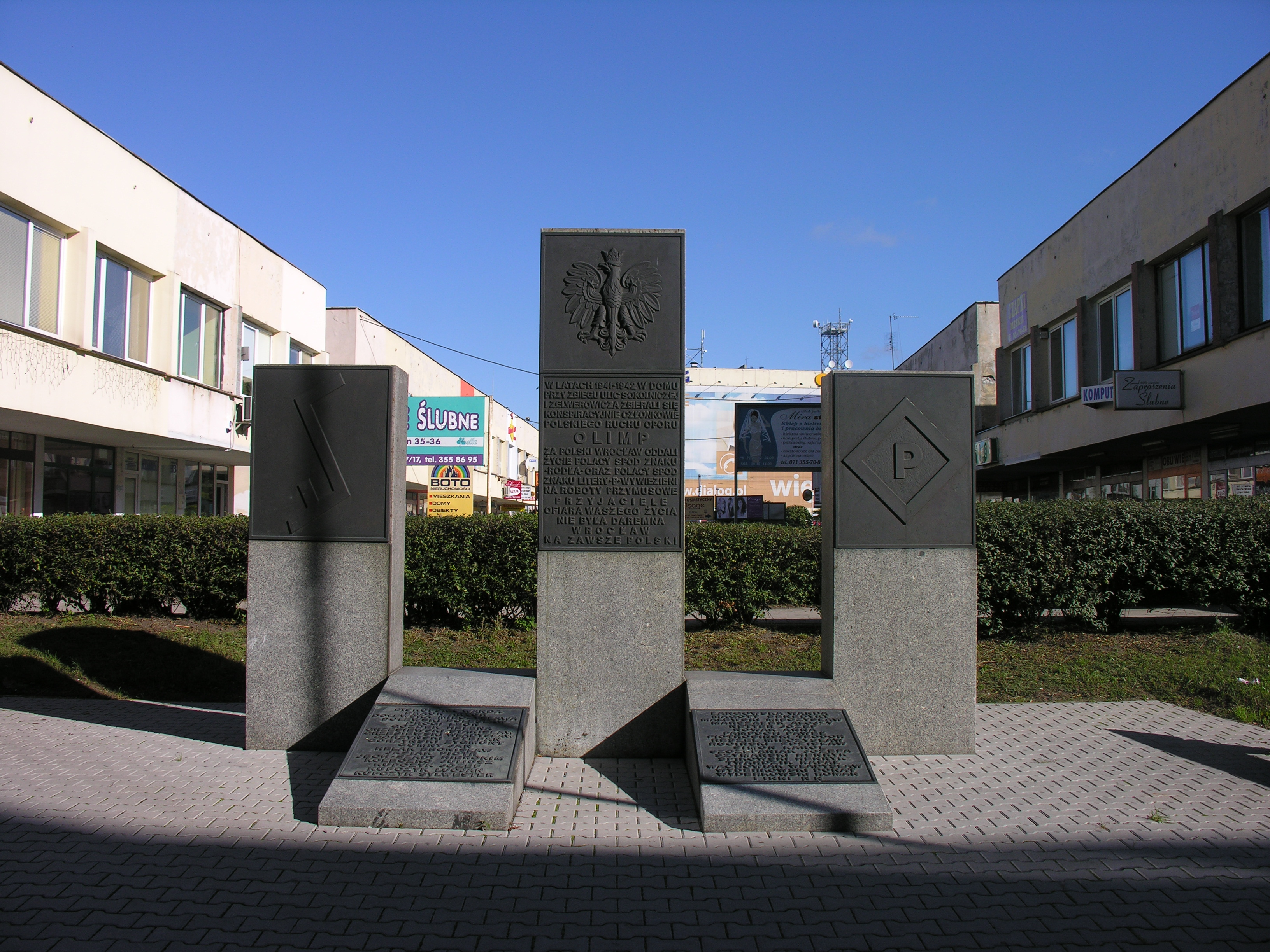
Pomnik na rogu Sokolniczej i Zelwerowicza

Wzmiankowana w dokumentach (w latach 1149–1253) jako własność klasztoru na Ołbinie, na przełomie XII i XIII wieku własność Chazekiela i Josofa, około roku 1203 lub 1204 (w czasach Henryka Brodatego) ponownie własność ołbińskiego klasztoru.
Później Sokolniki stanowiły, wraz z sąsiednimi wsiami i osadami (Szczepin, Nabycin), część Wygonu Mikołajskiego i później Przedmieścia Mikołajskiego (część jej gruntów została wykorzystana do budowy fortyfikacji chroniących Bramę Mikołajską) i wchłonięta została przez miasto w roku 1808. Wkrótce po tym tereny Sokolnik, leżące w bezpośrednim sąsiedztwie jednej z głównych arterii komunikacyjnych miasta, Frankfurterstraße (dzisiejsza ulica Legnicka) uzyskały charakter wielkomiejski.
Śladem po tej wsi jest współczesna nazwa ulicy Sokolniczej, przebiegającej przez jej dawne tereny, a dziś łączącej ulice Sikorskiego i Zelwerowicza.
W kamienicy na rogu ulicy Sokolniczej i Zelwerowicza mieściła się tajna siedziba założonej w 1941 polskiej organizacji "Olimp".